# Rauhenebrach
Rauhenebrach è un comune tedesco di  2 837 abitanti situato nel land della Baviera.